# Límites de los océanos

Mapas que exhiben las aguas oceánicas del mundo. Un cuerpo de agua continuo que rodea la Tierra, el océano mundial (global) se divide en varias áreas principales. Generalmente se reconocen 5 divisiones oceánicas: Pacífico, Atlántico, Índico, Ártico y Austral / Antártico. Las dos últimas mencionadas a veces se consolidan en las tres primeras.

Los límites de los océanos delimitan las aguas oceánicas de la Tierra. La definición y el número de océanos pueden variar según los criterios adoptados.
Aunque en general se describen como varios océanos separados, las aguas oceánicas del mundo constituyen un cuerpo global e interconectado de agua salada, a veces denominado océano mundial o océano global. Este concepto de una masa de agua continua con un intercambio relativamente libre entre sus partes es de fundamental importancia para la oceanografía.
Las principales divisiones oceánicas están definidas en parte por los continentes, varios archipiélagos y otros criterios. Las principales divisiones (en orden descendente de área) son: océano Pacífico, océano Atlántico, océano Índico, océano Austral o Antártico y océano Ártico. 
Geológicamente, un océano es un área de corteza oceánica cubierta por agua. La corteza oceánica es la capa delgada de basalto volcánico solidificado que cubre el manto de la Tierra. La corteza continental es más gruesa pero menos densa. Desde esta perspectiva, la Tierra tiene tres océanos: el océano Mundial, el mar Caspio y el mar Negro. Los dos últimos fueron formados por la colisión de Cimmeria con Laurasia. El mar Mediterráneo es a veces un océano discreto, porque el movimiento de las placas tectónicas ha roto repetidamente su conexión con el océano Mundial a través del estrecho de Gibraltar. El mar Negro está conectado al Mediterráneo a través del Bósforo, pero el Bósforo es un canal natural cortado a través de la roca continental hace unos 7000 años, en lugar de un trozo de lecho marino oceánico como el estrecho de Gibraltar.
A pesar de sus nombres, algunos "mares" sin litoral más pequeños no están conectados con el océano Mundial, como el mar Caspio (que sin embargo, geológicamente, en sí mismo es un océano de pleno derecho) y numerosos lagos salados como el mar de Aral.
Una completa jerarquía que muestra qué mares pertenecen a qué océanos, según la Organización Hidrográfica Internacional (OHI) y para todo el planeta, está disponible en el sitio web European Marine Gazetteer. Hay que tener en cuenta que hay muchas definiciones diferentes de los mares del mundo y ninguna autoridad única.

## Océano Ártico

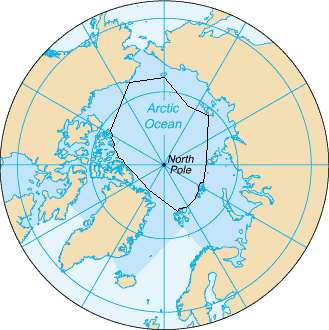
Los límites del océano Ártico según el World Factbook de la CIA (área azul), y según lo define la OHI (contorno negro, excluyendo los cuerpos de agua marginales)

El océano Ártico cubre gran parte del Ártico y baña el norte de América del Norte, Europa y Asia. A veces se considera un mar o estuario del Atlántico.
La Organización Hidrográfica Internacional (OHI) define los límites del océano Ártico (excluyendo los mares que contiene) de la siguiente manera:
- Entre Groenlandia y Spitzbergen Occidental: El límite norte del mar de Groenlandia [Una línea que une el punto más al norte de Spitzbergen (Svalbard) al punto más al norte de Groenlandia].

- Entre West Spitzbergen y North East Land: el paralelo 80° N.

- Desde cabo Leigh Smith hasta cabo Kohlsaat: El límite norte del mar de Barents [definido como: «cabo Leigh Smith a través de las islas Bolshoy Ostrov (Great Island) (Storøya), Gilles (Kvitøya) y Victoria. Por el cabo Mary Harmsworth (extremo suroeste de la Tierra de Alexandra) a lo largo de las costas del norte de la Tierra de Francisco José tan lejos como cabo Kohlsaat (81°14' N, 65°10' E)»].

- Desde el cabo Kohlsaat hasta el cabo Molotov: El límite norte del mar de Kara [definido como: «Cabo Kohlsaat hasta cabo Molotov (81°16' N, 93°43' E) (norte de Severnaya Zemlya en la isla de Komsomolets)»].

- Desde el cabo Molotov hasta el extremo norte de la isla Kotelni: el límite norte del mar de Laptev [definido como: «Una línea que une cabo Molotov con el extremo norte de la isla Kotelni (76°10' N, 138°50' E)»].

- Desde el extremo norte de la isla Kotelni hasta el punto norte de la isla Wrangel: El límite norte del mar de Siberia Oriental [definido como: «Una línea desde el punto más al norte de la isla Wrangel (179°30' O) hasta el lado norte de las islas De Long (incluidas las islas Henrietta y Jeannette) y la isla Bennett, desde allí hasta el extremo norte de la isla Kotelni»].

- Desde el punto norte de la isla Wrangel hasta Point Barrow: El límite norte del mar de Chuckchi [definido como: «Una línea desde Point Barrow, Alaska (71°20' N, 156°20' O) hasta el punto más al norte de la isla de Wrangel (179°30' O)»].

- Desde Point Barrow hasta Cape Land's End en Isla Prince Patrick: El límite norte del mar de Beaufort [definido como: «Una línea desde Point Barrow, Alaska, hasta Lands End, Isla Prince Patrick (76°16' N, 124°08' O)», a través de la costa noroeste de isla Prince Patrick hasta cabo Leopold M'Clintock, desde allí hasta cabo Murray (isla Brook) y por la costa noroeste hasta el punto más al norte. De allí a cabo Mackay (Isla Borden); a través de la costa noroeste de la isla Borden hasta el cabo Malloch, hasta el cabo Isachsen (isla Ellef Ringnes); al punto noroeste de la isla Meighen a cabo Stallworthy (Isla Axel Heiberg) a cabo Colgate, el extremo oeste de la isla Ellesmere; a través de la costa norte de la isla de Ellesmere hasta cabo Columbia, de allí una línea hasta el cabo Morris Jesup (Groenlandia).

Hay que tener en cuenta que estas definiciones excluyen cualquier cuerpo de agua marginal que esté definido por separado por la OHI (como el mar de Kara y el mar de Siberia Oriental), aunque generalmente se consideran parte del océano Ártico.

## Océano Atlántico

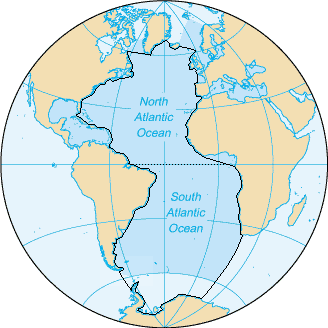
El océano Atlántico, según el World Factbook de la CIA (área azul), y según lo define la OHI (contorno negro, excluyendo los cuerpos de agua marginales)

El océano Atlántico separa a las Américas de Europa y África. Puede ser subdividido aún más por el ecuador en porciones norte y sur.

### Atlántico Norte
La tercera edición de los Límites de los océanos y mares de la Organización Hidrográfica Internacional (OHI) define los límites del océano Atlántico Norte (excluyendo los mares que contiene) de la siguiente manera:
- Por el oeste: 
  - Los límites orientales del mar Caribe [definidos como: «Desde el punto San Diego (Puerto Rico) hacia el norte a lo largo de su meridiano (65°39' O) hasta la línea de las 100 brazas, desde allí hacia el este y hacia el sur, de tal manera que todas las islas, bancos y aguas estrechas de las Antillas Menores están incluidas en el mar Caribe hasta Galera Point (extremo noreste de la isla de Trinidad). Desde Galera Point a través de Trinidad hasta Galeota Point (extremo sureste) y desde allí hasta Baja Point (9°32′ N, 61°0' O) en Venezuela»].
  - El límite sureste del golfo de México desde la costa norte de Cuba hasta Key West [definido como: «Una línea que une cabo Catoche (21°37' N, 87°04' O) con el cabo San Antonio en Cuba, a través de esta isla al meridiano 83°Oeste y al norte a lo largo de este meridiano a la latitud del punto Sur de Dry Tortugas (24°35' N), a lo largo de este paralelo hacia el Este hasta el Rebecca Shoal (82°35' O) desde allí a través de los bancos de arena y los Cayos de Florida al continente en el extremo este de la bahía de Florida»].
  - El límite suroeste de la bahía de Fundy [definido como: «Una línea que corre hacia el noroeste desde cabo St. Mary (44°05' N) en Nueva Escocia, a través de Machias Seal Island (67°06' O) y en Little River Head (44°39' N) en el estado de Maine»].
  - Los límites sureste y noreste del golfo de San Lorenzo [definidos como: «Una línea desde el cabo Canso (45°20' N, 61°0' O) hasta Red Point (45°35' N, 60°45' O) en la Isla del Cabo Bretón, a través de esta isla hasta cabo Bretón y hacia Pointe Blanche (46°45' N, 56°11' O) en la isla de St. Pierre, y desde allí hasta el punto suroeste de la isla Morgan (46°51′ N, 55°49' O)» y «Una línea que va desde el cabo Bauld (punto norte de la isla Kirpon, 51°40′ N, 55°25′ O) hacia el extremo oriental de la Isla Belle y hacia el h

- Por el norte: 
  - El límite sur del estrecho de Davis desde la costa de Labrador hasta Groenlandia [definido como: «El paralelo 60°Norte entre Groenlandia y Labrador»].
  - El límite suroeste del mar de Groenlandia [definido como: «Una línea que une Straumness (extremo noroeste de Islandia) al cabo Nansen (68°15' N, 29°30' O) en Groenlandia»].
  - El mar de Noruega desde Groenlandia hasta las Islas Shetland [definido como: «Desde un punto en la costa oeste de Noruega en latitud 61°Norte a lo largo de este paralelo a la longitud 0°53' Oeste, desde allí una línea hasta el extremo NE de Fuglö (62°21' N, 6°15' O) y hacia el extremo este de Gerpir (65°05' N, 13°30' O) en Islandia»].

- Por el este:
  - El límite noroeste del mar del Norte [definido como: «De Dunnet Head (3°22' O) en Escocia a Tor Ness (58°47' N) en la isla de Hoy, desde allí a Kame of Hoy (58°55' N) a Breck Ness en Mainland (58°58' N) a través de esta isla a costa Head (3°14' O) e Inga Ness (59°17' N) en Westray a través de Westray, a Bow Head, a Mull Head (Punto norte de Papa Westray) y hacia Seal Skerry (punto norte de North Ronaldsay) y desde allí hasta Horse Island (punto sur de las Islas Shetland)»].
  - Los límites Norte y Oeste de los mares interiores de la costa oeste de Escocia [definidos como: «Una línea que corre desde Bloody Foreland (55°10' N, 8°17' O) en Irlanda al punto oeste de Tory Island, de allí a Barra Head, el punto suroeste de las Hébridas, desde allí a través de estas islas, de tal manera que las costas occidentales de las islas principales se adhieran al océano Atlántico y todas las aguas estrechas del mar Interior, hasta el Butt of Lewis (North Point), y de allí a cabo Wrath (58°37' N) en Escocia»].
  - El límite Sur del mar de Irlanda [definido como: «Una línea que une St. David's Head (51°54′ N, 5°19' O) y Carnsore Point (52°10' N, 6°22' O)»].
  - El límite occidental del canal de Bristol [definido como: «una línea que une Hartland Point (51°01' N, 4°32' O) y St. Govan's Head (51°36' N, 4°55' O)»].
  - El límite occidental del canal de la Mancha [definido como: «Una línea que une Isle Vierge (48°38'23" N, 4°34'13" O) y Land's End (50°04' N, 5°43' O)»].
  - El límite occidental del golfo de Vizcaya [definido como: «Una línea que une cabo Ortegal (43°46' N, 7°52' O) y Penmarch Point (47°48' N, 4°22' O)»].
  - El límite occidental del mar Mediterráneo [definido como: «Una línea que une las extremidades de cabo Trafalgar (España) y cabo Spartel (Marruecos)»].

- Por el sur: El ecuador, desde la costa de Brasil hasta el límite suroeste del golfo de Guinea [definido como: «Una línea que corre en sentido sureste desde el cabo Palmas en Liberia hasta el cabo López (0°38' S, 8°42' E)»].

### Atlántico Sur
La 3.ª edición de Límites de Océanos y Mares de la Organización Hidrográfica Internacional (OHI) define los límites del océano Atlántico Sur (excluyendo los mares que contiene) de la siguiente manera:
- Por el suroeste: El meridiano del cabo de Hornos, Chile (67°16′ O) desde Tierra del Fuego hasta el continente Antártico; una línea desde cabo Vírgenes (52°21′ S, 68°21′ O) hasta el cabo Espíritu Santo en la isla Grande de Tierra del Fuego, la entrada oriental al estrecho de Magallanes.

- Por el oeste: El límite del Río de la Plata [definido como: «Una línea que une Punta del Este, Uruguay (34°58.5' S, 54°57.5' O) y cabo San Antonio, Argentina (36°18' S, 56°46' O)»].

- Por el norte: El límite sur del océano Atlántico norte.

- Por el noreste: El límite del golfo de Guinea [definido como: «Una línea que corre en sentido sureste desde el cabo Palmas en Liberia hasta el cabo López (0°38' S, 8°42' E)»].

- Por el sureste: Desde el cabo de las Agujas a lo largo del meridiano 20°Este hasta el continente antártico.

- Por el sur: El continente antártico.

Hay que tener en cuenta que estas definiciones excluyen cualquier cuerpo de agua marginal que se defina por separado por la OHI (como el golfo de Vizcaya y el golfo de Guinea), aunque generalmente se consideran parte del océano Atlántico.
En su borrador de 2002, la OHI redefinió el océano Atlántico, moviendo su límite sur al 60°S, con las aguas al sur de esa línea identificadas como el océano Austral. Esta nueva definición aún no se ha ratificado (y además, Australia formuló una reserva en 2003). Si bien el nombre "océano Austral" se usa con frecuencia, algunas autoridades geográficas, como la National Geographic Society (en la 10.ª edición de su atlas mundial) generalmente muestran que los océanos Atlántico, Índico y Pacífico continúan hacia la Antártida. Si se aprueba la definición de 2002, esta se publicará en la 4.ª. Edición de Límites de los océanos y mares, y volverá a instituir el "océano Austral" de la 2.ª edición, omitido en la 3.ª.

## Océano Índico

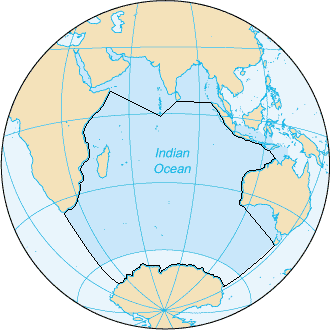
El océano Índico, según el World Factbook de la CIA (área azul), y como lo define la OHI (contorno negro, excluyendo los cuerpos de agua marginales)

El océano Índico baña el sur de Asia y separa África y Oceanía.
La 3.ª edición de Límites de Océanos y Mares de la Organización Hidrográfica Internacional (OHI) define los límites del océano Índico (excluyendo los mares que contiene) de la siguiente manera:
- Por el norte: 
  - El límite sur del mar Arábigo [definido como: «Una línea que va desde el extremo sur del atolón de Addu (Maldivas) hasta el extremo oriental de Ràs Hafun (10°26' N)»].
  - El límite sur del mar de Laquedivas [definido como: «Una línea que va desde Dondra Head en Ceilán (Sri Lanka) hasta el punto más meridional del atolón de Addu»].
  - El límite sur de la bahía de Bengala [definido como: «Puente de Adán (entre India y Ceilán) y desde el extremo sur de Dondra Head (punto sur de Ceilán) hasta el punto norte de Poeloe Bras (5°44' N, 95°04' E)»].
  - Los límites por el sur del archipiélago de las Indias Orientales [definidos como los límites del sur del mar de Java («las costas norte y oeste de Java a Java Hoofd (6°46' S, 105°12' E) su punto occidental, y de allí una línea a Vlakke Hoek (5°55' S, 104°35' E) el extremo sur de Sumatra»), el mar de Bali («Una línea desde Tanjong Banenan a través de los puntos del sur de las islas Balt y Noesa hasta Tanjong Bt Gendang, el extremo suroeste de Lombok, y su costa sur hasta Tanjong Ringgit en el extremo sureste, de ahí una línea hasta Tanjong Mangkoen (9°01' S, 116°43' E) el extremo suroeste de Soembawa»), el mar de Savu («Por una línea desde el punto suroeste de Timor hasta el punto noreste de Roti, a través de esta isla hasta su punto suroeste, de allí una línea a Poeloe Dana (10°49' S, 121°17' E) y a Tanjong Ngoendjoe, extremo sur de Soemba y a través de esta isla hasta Tanjong Karosso, su punto occidental»), y el límite occidental del mar de Timor («Una línea desde el cabo Londonderry hasta el punto suroeste de la Roti (10°56' S, 122°48' E)»].
  - El límite sur de la Gran Bahía Australiana [definido como: «Una línea que une West Cape Howe (35°08' S, 117°37' E) con cabo Suroeste, Tasmania»].

- Por el oeste: Desde el cabo de las Agujas en 20°de longitud este, hacia el sur a lo largo de este meridiano hasta el continente antártico.

- Por el este: Desde el Cabo Sureste (punto sur de Tasmania) por el meridiano 146°55′ E hasta el continente antártico.

- Por el sur: El continente antártico.

Hay que tener en cuenta que esta definición excluye todos los cuerpos de agua marginales que están definidos por separado por la OHI (como la bahía de Bengala y el mar Arábigo), aunque generalmente se consideran parte del océano Índico.
En su borrador de 2002, la OHI redefinió el océano Índico, moviendo su límite sur a 60°S, con las aguas al sur de esa línea identificadas como el océano Austral. Esta nueva definición aún no se ha ratificado (y además, Australia formuló una reserva en 2003). Si bien el nombre "océano Austral" se usa con frecuencia, algunas autoridades geográficas, como la National Geographic Society (en la 10.ª edición de su atlas mundial) generalmente muestran que los océanos Atlántico, Índico y Pacífico continúan hacia la Antártida. Si se aprueba la definición de 2002, esta se publicará en la 4.ª. Edición de Límites de los océanos y mares, y volverá a instituir el "océano Austral" de la 2.ª Edición, omitido en la 3.ª

## Océano Pacífico

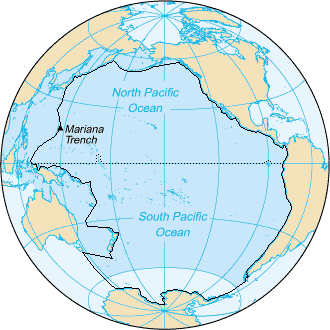
El océano Pacífico según el World Factbook de la CIA (área azul), y como lo define la OHI (contorno negro - excluyendo cuerpos de agua marginales)

El Océano Pacífico separa a Asia y Oceanía de las Américas. Puede ser subdividido aún más por el ecuador en porciones norte y sur.

### Pacífico Norte
La 3.ª edición de los Límites de Océanos y Mares de la Organización Hidrográfica Internacional (OHI) define los límites del océano Pacífico Norte (excluyendo los mares que contiene) de la siguiente manera:
- Por el suroeste: El límite noreste del Archipiélago de las Indias Orientales desde el ecuador hasta la isla de Luzón.

- Por el oeste y noroeste: 
  - El límite oriental del Mar de Filipinas [definido como "Por la cordillera que une a Japón con las islas Bonin, Volcano y Ladrone (Marianas), todas ellas incluidas en el mar de Filipinas"].
  - El límite oriental del Mar del Japón [definido como "En el Tsugaru Kaikô. Desde el extremo de Siriya Saki (141°28' E) hasta el extremo de Esan Saki (41°48' N)"].
  - El límite sureste del Mar de Ojotsk [definido como "Una línea que corre desde Nosyappu Saki (cabo Noshap, 43°23' N) en la Isla de Hokusyû (Yezo) a través de las islas Kuril o Tisima hasta el Cabo Lopatka (punto sur de Kamchatka) de tal manera que todas las aguas estrechas entre Hokusyû y Kamchatka están incluidas en el mar de Ojotsk"].

- Por el norte: 
  - El límite sur del Mar de Bering [definido como "Una línea que se extiende desde Kabuch Point (54°48′ N, 163°21′ O) en la Península de Alaska, a través de las Islas Aleutianas hasta el extremo sur de las islas Komandorski y hasta el cabo Kamchatka de tal manera que todas las aguas estrechas entre Alaska y Kamchatka se incluyan en el mar de Bering"].
  - El límite sur del Golfo de Alaska [definido como "Una línea trazada desde cabo Spencer, el límite norte de las aguas costeras del sureste de Alaska y la Columbia Británica, hasta Kabuch Point, el límite sureste del Mar de Bering, de tal manera que todas las islas adyacentes estén incluidas en el golfo de Alaska"].

- Por el este: 
  - El límite occidental de las aguas costeras del sureste de Alaska y Columbia Británica [definido como "Una línea que va desde Black Rock Point (50°44', 5 N) en la Isla de Vancouver a través de las islas Scott, de manera que todas las aguas estrechas entre estas islas se incluyen en las aguas costeras, desde allí hasta cabo St. James (extremo sur de las islas de la Reina Carlota), a través de este grupo de la misma manera, luego desde cabo Knox (54°10′ N, 133°06′ O) hacia el norte hasta el extremo occidental de la isla Langara y hacia Punta Cornwallis (132°52' O) en el grupo del Príncipe de Gales, desde allí a lo largo de las orillas occidentales de este grupo, de las islas Baranof, Kruzof, Chicagof y Yakobi, por lo que que todas las aguas estrechas entre ellas se incluyen en las aguas costeras y, finalmente, desde el cabo Bingham (58°04' N) en la isla de Yakobi hasta el cabo Spencer (58°12′ N,136°39′ O)"].
  - El límite sur del Golfo de California [definido como "Una línea que une Piastla Point (23°38' N) en México, con el extremo sur de la Baja California"].

- Por el sur: El ecuador, pero excluyendo aquellas islas de los grupos de Gilbert y Galápagos que se encuentran hacia el norte de los mismos.

### Pacífico Sur
La 3.ª edición de los Límites de Océanos y Mares de la Organización Hidrográfica Internacional (OHI) define los límites del océano Pacífico Sur (excluyendo los mares que contiene) de la siguiente manera:
- Por el oeste: Desde el Cabo Sureste, el punto sur de Tasmania, por el meridiano 146°55′ E hasta el continente antártico.

- Por el suroeste y noroeste: 
  - Los límites sur, este y noreste del Mar de Tasmania [Límite sur definido como "Una línea que une el punto sur de la isla de Auckland (50°55′ S, 166°0′ E) a Cabo Sureste, el Punto sur de Tasmania". Límite oriental definido como "En el Estrecho de Cook. Una línea que une Cabo Palliser y Cabo Campbell" y "En el Estrecho de Foveaux (46°45' S). Una línea que une Punta Waipapapa (168°33' E) con East Head (47'02' S) de la Isla Stewart (Rakiura)". Límite noreste definido como "Desde la roca del sudeste hasta el punto norte de las Islas de los Tres Reyes (34°10′S, 172°10′E) desde allí hasta cabo Norte en Nueva Zelanda"].
  - Los límites sureste y noreste del Mar del Coral [Límite sudeste definido como "Una línea desde el extremo sudeste de la isla Aneityum hasta los islotes del sudeste (Nokanhui) (22°46′S 167°34′E) en el extremo sudeste de Nueva Caledonia, desde allí hasta el extremo este de Middleton Reef hasta el extremo este de Elizabeth Reef (29°55′S 159°02′E) y bajando por este meridiano hasta la latitud 30° Sur". Límite noreste definido como "Desde la isla más septentrional del Grupo Duff o Wilson a través de estas islas hasta su extremo sureste, desde allí una línea hasta Mera Lava, Islas Nuevas Hébridas (Vanuatu) (14°25′S, 163°03′E) y por las costas orientales de las islas de este Grupo hasta la isla Aneityum (20°11′S, 169°51′E) de manera que todas las islas de estos Grupos, y los estrechos que los separan, estén incluidos en el mar del Coral"].
  - Los límites sur y este del Mar de Salomón [Límite sur definido como "El límite norte del mar del Coral entre la isla San Cristóbal (Makira), Islas Salomón y la isla Gado-Gadoa, frente al extremo sureste de Nueva Guinea, de allí una línea hasta el extremo sur de la isla Rennell y desde su punto oriental hasta el cabo Surville, el extremo oriental de la isla San Cristóbal". Límite oriental definido como "Por una línea desde el punto sur de Nueva Irlanda hasta el punto norte de la isla Buka, a través de esta isla hasta el punto noroeste de la isla Bougainville, a lo largo de las costas sur de Bougainville, Choisel (Choiseul), Ysabel (Santa Isabel), Malaita y San Cristóbal"].
  - Los límites sur, este y norte del Mar de Bismarck [Límite norte y este definido como "Por las costas norte y noreste de las islas de Nueva Irlanda, Nueva Hanover, las Islas del Almirantazgo, la Isla del Ermitaño y el Grupo Ninigo, a través de las islas Manu y Aua hasta la isla de Wuvulu y de allí una línea a Baudissin Point en Nueva Guinea (142°02' E)"].
  - El límite noreste del Archipiélago de las Indias Orientales desde Nueva Guinea hasta el Ecuador.

- Por el norte: El ecuador, pero incluidas las islas de los grupos de Gilbert y Galápagos que se encuentran al norte de los mismos.

- Por el este: El meridiano del Cabo de Hornos (67°16′ O) desde Tierra del Fuego hasta el continente antártico; una línea desde Cabo Vírgenes (52°21′ S, 68°21′ O) hasta el cabo Espíritu Santo, Tierra del Fuego, la entrada oriental al Estrecho de Magallanes.

- Por el sur: El continente antártico.

Hay que tener en cuenta que estas definiciones excluyen todos los cuerpos de agua marginales que están definidos por separado por la OHI (como el Golfo de Alaska y el Mar del Coral), aunque generalmente se consideran parte del océano Pacífico.
En su borrador de 2002, la OHI redefinió el océano Índico, moviendo su límite sur a 60°S, con las aguas al sur de esa línea identificadas como el océano Austral. Esta nueva definición aún no se ha ratificado (y además, Australia formuló una reserva en 2003). Si bien el nombre "océano Austral" se usa con frecuencia, algunas autoridades geográficas, como la National Geographic Society (en la 10.ª edición de su atlas mundial) generalmente muestran que los océanos Atlántico, Índico y Pacífico continúan hacia la Antártida. Si se aprueba la definición de 2002, esta se publicará en la 4.ª edición de Límites de los océanos y mares, y volverá a instituir el "océano Austral" de la 2.ª edición, omitido en la 3.ª edición.

## Océano Austral o Antártico

El océano del Sur según el World Factbook de la CIA

El océano Austral contiene las aguas que rodean la Antártida y, a veces, se considera una extensión de los océanos Pacífico, Atlántico e Índico.
En 1928, la primera edición de la publicación Límites de los océanos y mares de la Organización Hidrográfica Internacional (OHI) incluyó el océano Austral alrededor de la Antártida. El océano Austral fue delineado por límites terrestres: el continente de la Antártida al sur y los continentes de América del Sur, África y Australia más la Isla Broughton (Nueva Zelanda) en el norte. Los límites terrestres detallados utilizados fueron el Cabo de Hornos en Sudamérica, el Cabo de las Agujas en África, la costa sur de Australia desde el Cabo Leeuwin en Australia Occidental hasta el Cabo Sureste en Tasmania a través del borde occidental del cuerpo de agua del Estrecho de Bass, y la isla Broughton antes de regresar a cabo de Hornos.
Los límites septentrionales del océano Austral se trasladaron hacia el sur en la segunda edición de los Límites de los océanos y mares de la OHI en 1937. Luego, el océano Austral se extendió desde la Antártida hacia el norte hasta la latitud 40° sur entre el cabo de las Agujas en África (longitud 20° este) y el cabo Leeuwin en Australia Occidental (longitud 115° este), y se extendió hasta la latitud 55° sur entre Auckland Island en Nueva Zelanda (longitud 165°o 166° este) y el cabo de Hornos en América del Sur (longitud 67° oeste).
El océano Austral no apareció en la tercera edición de 1953 porque "... los límites del norte ... son difíciles de establecer debido a su cambio estacional ... Las Oficinas Hidrográficas que emiten publicaciones separadas relacionadas con esta área, por lo tanto, deben decidir sus propios límites del norte. (Gran Bretaña utiliza la latitud 55° Sur)". En cambio, en la publicación de la OHI de 1953, los océanos Atlántico, Índico y Pacífico se extendieron hacia el sur, los océanos Índico y Pacífico (que no habían tocado previamente antes de 1953, según la primera y segunda ediciones) ahora se apoyan en el meridiano del cabo Sureste, y los límites del sur de la Gran Bahía Australiana y el Mar de Tasmania se movieron hacia el norte.
La OHI hizo la pregunta sobre el océano Austral en una encuesta realizada en 2000. De sus 68 países miembros, 28 respondieron, y todos los miembros que respondieron, excepto Argentina, acordaron redefinir el océano, reflejando la importancia que los oceanógrafos le dan a las corrientes oceánicas. La propuesta para el nombre Océano Austral obtuvo 18 votos, superando la alternativa de Océano Antártico. La mitad de los votos apoyó una definición del límite norte del océano a 60° S (sin interrupciones de tierra en esta latitud), con los otros 14 votos emitidos para otras definiciones, en su mayoría 50° S, pero algunos para el norte hasta 35° S.
La 4.ª edición de Límites de los océanos y mares aún no se ha publicado debido a las "áreas de preocupación" de varios países en relación con varios problemas de denominación en todo el mundo. La OHI hizo circular un nuevo borrador de la 4.ª edición de la publicación en agosto de 2002. Sin embargo, aún había varios cambios, se agregaron o cambiaron el nombre de 60 mares a partir de la 3.ª edición, e incluso se cambió el nombre de la publicación. Australia también había formulado una reserva con respecto a los límites del océano Austral. Efectivamente, la 3.ª edición (que no delimitó la delimitación del océano Austral, dejando el trabajo a las oficinas hidrográficas locales) aún no ha sido sustituida y los documentos de la OHI declaran que sigue "en vigencia".
A pesar de esto, la definición de la 4.ª edición tiene un uso de facto por parte de muchas organizaciones, científicos y naciones, incluso a veces por los comités de la OHI. Las oficinas hidrográficas de algunas naciones han definido sus propios límites. El Reino Unido utilizó el paralelo 55°S, por ejemplo.
Otras fuentes, como la National Geographic Society, muestran que los océanos Atlántico , Pacífico e Índico se extienden a la Antártida, aunque los artículos en el sitio web de National Geographic han comenzado a hacer referencia al Océano Austral.
En Australia, las autoridades cartográficas definieron que el océano Austral incluye la totalidad del cuerpo de agua entre la Antártida y las costas del sur de Australia y Nueva Zelanda. Esta delineación es básicamente la misma que la edición original (primera) de la publicación de la OHI y, efectivamente, la misma que la segunda edición. En la segunda edición, la Gran Bahía Australiana se definió como la única entidad geográfica entre la costa australiana y el Océano Austral. Los mapas costeros de Tasmania y Australia del Sur etiquetan las áreas marinas como Océano Austral, mientras que el Cabo Leeuwin en Australia Occidental se describe como el punto donde se encuentran los océanos Índico y Austral.

## Teorías de delimitación natural entre el océano Atlántico y Pacífico

Mapa que muestra la propuesta presentada por la tesis denominada «Delimitación natural entre los océanos Pacífico y Atlántico Sur por la zona de Fractura Shackleton».

Investigaciones científicas han planteado la existencia de un límite natural entre el océano Atlántico y Pacífico, existiendo la teoría de delimitación natural entre los océanos Pacífico y Atlántico Sur por la zona de Fractura Shackleton y la teoría de delimitación natural entre los océanos Pacífico y Atlántico Sur por el arco de las Antillas Australes.